# Patricia Wartusch
Patricia Wartusch (ur. 5 sierpnia 1978 w Innsbrucku) – austriacka tenisistka.
Tenisistka w swojej karierze wygrała dwa turnieje singlowe i sześć deblowych cyklu WTA, z czego pięć zwycięstw deblowych osiągnęła w parze z węgierską tenisistką, Petrą Mandulą. Pierwszy singlowy tytuł zdobyła w 2000 roku w Bogocie, a drugi w Casablance, oba na kortach ziemnych. W 2000 roku osiągnęła 65 miejsce w światowym rankingu (najwyższe w swojej karierze) w grze singlowej, natomiast trzy lata później – miejsce 22 w grze deblowej. Rok 2000 był także jej najlepszym rokiem pod względem występów w turniejach wielkoszlemowych, ponieważ doszła do trzeciej rundy Wimbledonu, najwyżej ze wszystkich występów w Wielkim Szlemie.
W latach 2002 i 2004 reprezentowała także Austrię w Fed Cup.

## Finały turniejów WTA
| Legenda                | Legenda |
| ---------------------- | ------- |
| Wielki Szlem           |         |
| Igrzyska olimpijskie   |         |
| WTA Tour Championships |         |
| 1988 – 2008            |         |
| Kategoria I            |         |
| Kategoria II           |         |
| Kategoria III          |         |
| Kategoria IV           |         |
| Kategoria V            |         |

### Gra pojedyncza
| Końcowy wynik | Nr | Data                 | Turniej    | Nawierzchnia | Przeciwniczka   | Wynik finału  |
| ------------- | -- | -------------------- | ---------- | ------------ | --------------- | ------------- |
| Finalistka    | 1. | 10 października 1999 | São Paulo  | Ceglana      | Fabiola Zuluaga | 5:7, 6:4, 5:7 |
| Zwyciężczyni  | 1. | 13 lutego 2000       | Bogota     | Ceglana      | Tathiana Garbin | 4:6, 6:1, 6:4 |
| Zwyciężczyni  | 2. | 14 lipca 2002        | Casablanca | Ceglana      | Klára Koukalová | 5:7, 6:3, 6:3 |

### Gra podwójna
| Końcowy wynik | Nr | Data                 | Turniej    | Nawierzchnia | Partnerka             | Przeciwniczki                                | Wynik finału  |
| ------------- | -- | -------------------- | ---------- | ------------ | --------------------- | -------------------------------------------- | ------------- |
| Zwyciężczyni  | 1. | 13 czerwca 1999      | Taszkent   | Twarda       | Jewgienija Kulikowska | Eva Bes Gisela Riera                         | 7:6, 6:0      |
| Finalistka    | 1. | 21 listopada 1999    | Pattaya    | Twarda       | Jewgienija Kulikowska | Åsa Carlsson Émilie Loit                     | 1:6, 4:6      |
| Finalistka    | 2. | 8 stycznia 2000      | Auckland   | Twarda       | Barbara Schwartz      | Cara Black Alexandra Fusai                   | 6:3, 3:6, 4:6 |
| Finalistka    | 2. | 29 października 2000 | Bratysława | Twarda       | Petra Mandula         | Daniela Hantuchová Karina Habšudová          | Walkower      |
| Zwyciężczyni  | 2. | 17 czerwca 2001      | Taszkent   | Twarda       | Petra Mandula         | Tacciana Puczak Tetiana Perebyjnis           | 6:1, 6:4      |
| Zwyciężczyni  | 3. | 16 czerwca 2002      | Wiedeń     | Ceglana      | Petra Mandula         | Barbara Schwartz Jasmin Wöhr                 | 6:2, 6:4      |
| Zwyciężczyni  | 4. | 14 lipca 2002        | Casablanca | Ceglana      | Petra Mandula         | Gisela Dulko Conchita Martínez Granados      | 6:2, 6:1      |
| Finalistka    | 3. | 22 września 2002     | Tokio      | Twarda       | Petra Mandula         | Arantxa Sánchez Vicario Swietłana Kuzniecowa | 2:6, 4:6      |
| Finalistka    | 4. | 10 stycznia 2003     | Hobart     | Twarda       | Barbara Schett        | Cara Black Jelena Lichowcewa                 | 5:7, 6:7      |
| Finalistka    | 5. | 2 marca 2003         | Acapulco   | Ceglana      | Petra Mandula         | Émilie Loit Åsa Svensson                     | 3:6, 1:6      |
| Zwyciężczyni  | 5. | 13 kwietnia 2003     | Estoril    | Ceglana      | Petra Mandula         | Maret Ani Emmanuelle Gagliardi               | 6:7, 7:6, 6:2 |
| Zwyciężczyni  | 6. | 4 maja 2003          | Bol        | Ceglana      | Petra Mandula         | Emmanuelle Gagliardi Patty Schnyder          | 6:3, 6:2      |

## Wygrane turnieje rangi ITF
| turnieje z pulą nagród 100 000 $ |
| turnieje z pulą nagród 75 000 $  |
| turnieje z pulą nagród 50 000 $  |
| turnieje z pulą nagród 25 000 $  |
| turnieje z pulą nagród 15 000 $  |
| turnieje z pulą nagród 10 000 $  |

### Gra pojedyncza
|    | Data       | Turniej  | Kat. | ($)    | Naw.   | Finalistka         | Wynik         |
| 1. | 12/05/1996 | Amazonas | ITF  | 10 000 | twarda | Kristine Kurth     | 6:3, 7:6      |
| 2. | 16/06/1996 | Taszkent | ITF  | 25 000 | ziemna | Katrin Kilsch      | 6:1, 6:4      |
| 3. | 07/06/1998 | Taszkent | ITF  | 50 000 | twarda | Cippora Obziler    | 6:3, 6:3      |
| 4. | 01/08/1999 | Bytom    | ITF  | 50 000 | ziemna | Eva Bes            | 6:2, 6:4      |
| 5. | 23/10/2001 | Tbilisi  | ITF  | 25 000 | ziemna | Marija Kondratjewa | 6:0, 4:6, 6:2 |